# Aristolochia putumayensis
Aristolochia putumayensis är en piprankeväxtart som beskrevs av Otto Christian Schmidt. Aristolochia putumayensis ingår i släktet piprankor, och familjen piprankeväxter. Inga underarter finns listade i Catalogue of Life.